# Михаил Греков
Михаил Георгиев Греков е националреволюционер и публицист. Син е на Генчо войвода.

## Биография

### Ранни години и образование
Михаил Греков е роден на 23 май 1847 г. в село Дермендере, Одеска област. Получава стипендия от Южнославянския пансион на Тодор Минков и заминава за град Николаев, за да учи в училището (1864).
Напуска училището и заминава за Влашко. Включва се в четата на Никола Войводов и Цвятко Павлович. След разбиването на четата постъпва във Втората българска легия в Белград.
Отново заминава за Русия, за да продължи обучението си в Николаевската гимназия (1868).

### Революционна дейност
Завръща се в България и работи като учител в Сливен. Там взема активно участие в националноосвободителната борба и е председател на Сливенския частен революционен комитет.
Премества се да живее в Русе, където се включва в дейността на Русенския частен революционния комитет. Като негов представител е изпратен на Общото събрание в Букурещ през август 1874 г.
Познава се с много от просветителските и революционните дейци по онова време и поддържа кореспонденция с някои от тях. В писмо до него от лятото на 1875 г. Христо Ботев пише:
„…Аз имам типография, издавам „Знаме“, проповядвам бунт.“
Участва в Руско-турската война (1877 – 1878). Доброволец в 14-и армейски корпус с командир генерал-лейтенант Аполон Цимерман.
След Освобождението заема редица административни служби в Сливен, Пловдив и София.
Към края на века започва системно да пише своите спомени. Разказва за последните 10 години на националноосвободителното движение преди Руско-турската война (1877 – 1878). Мемоарите под заглавие „Как ние освобождавахме България“ са публикувани в цялостно двутомно издание през 1990 г.
Отдава се на публицистика. Пише статии и очерци, главно по своите спомени за националноосвободителните и революционни борби, за Освобождението, Съединението, против русофобската политика на мнозина дейци, управници и партии. Сътрудничи на периодичния печат с русофилска ориентация, вестниците „Ден“, „Мир“, „Балканска трибуна“, „Реч“, „Сливен“ и списанията „Летописи“, „Наука“, „“Наблюдател“, „Българска сбирка“, „Илюстрация-Светлина“ и др.

## Памет
На Михаил Греков е наречена улица в квартал „Експериментален“ в София (Карта).
Личният му архив се съхранява във фонд 250К в Централен държавен архив. Той се състои от 328 архивни единици от периода 1855 – 1921 г.